# 宇文庆
宇文庆（？—？），字神庆，河南郡洛阳县（今河南省洛阳市东）人，祖籍上党郡武乡县（今山西省长治市武乡县），北周、隋朝将领，宇文泰族子。

## 生平
宇文庆因功授车骑大将军，后来参与诛杀宇文护，进位骠骑大将军。加开府。跟随周武帝宇文邕攻克晋州，攻河阴。破北齐高纬，克并州、信都，擒高湝，功居第一。进位大将军，封汝南郡公。在隋朝为左武卫将军，进位上柱国，出任凉州总管，後不再任職，卒於家中。谥号刚。

## 家庭

### 父母
- 宇文显和，西魏使持节、散骑常侍、车骑大将军、仪同三司、长广良公
- 高句丽高氏，北魏青州刺史高明孙女，太仆卿、兖定二州刺史高迁之女，北周柱国、犍为公、梁州江陵延州丹州四总管、廿五州刺史高琳姐姐

### 兄弟
- 宇文神举，北周使持节、柱国大将军、并潞肆石等四州十二镇诸军事、并州总管、东平郡公

### 子女
- 宇文雅，隋朝左亲卫府中郎将、右卫将军、汝南郡公[2]
- 宇文静礼，隋朝仪同、熊州刺史、安德县公

## 延伸阅读
[在维基数据编辑]
 《隋書·卷50》，出自魏徵《隋书》